# Przełęcz Łysa
Przełęcz Łysa (570 m n.p.m.) – przełęcz w Grupie Magurki Wilkowickiej w Beskidzie Małym. Oddziela Łysą Górę od Rogacza (828 m). Północno-wschodnie stoki przełęczy opadają do doliny Mraźnicy w Bielsku-Białej południowo-zachodnie do doliny potoku Szkleniec w Wilkowicach.
Nazywana jest także Siodłem. Znajduje się w granicach miasta Bielsko-Biała. Rejon przełęczy oraz stoki opadające do doliny Mraźnicy są bezleśne. Na przełęczy jest węzeł szlaków turystycznych.

## Szlaki turystyczne
odcinek: Bielsko Biała – Łysa Góra – Przełęcz Łysa – Schronisko PTTK na Magurce Wilkowickiej – Rogacz (828 m) – Wilkowice
 Straconka – Mała Straconka – Przełęcz Łysa – Rogacz – Schronisko PTTK na Magurce Wilkowickiej
 Wilkowice – dolina potoku Szkleniec – Przełęcz Łysa.